# Liste der Monuments historiques in Berry-au-Bac
Die Liste der Monuments historiques in Berry-au-Bac führt die Monuments historiques in der französischen Gemeinde Berry-au-Bac auf.

## Liste der Bauwerke
| Bezeichnung | Beschreibung | Standort | Kennzeichnung | Schutzstatus | Datum | Bild           |
| ----------- | ------------ | -------- | ------------- | ------------ | ----- | -------------- |
| Höhe 108    | 1914         | (Lage)   | PA00115527    | Classé       | 1937  | weitere Bilder |